# Fernando Sebastián Aguilar
Pour les articles homonymes, voir Aguilar.
Fernando Sebastián Aguilar, né le 14 décembre 1929 à Calatayud en Aragon et mort le 24 janvier 2019 à Malaga en Andalousie, est un cardinal espagnol clarétain (C.M.F). Il est successivement évêque de León (1979-1983), archevêque coadjuteur de Grenade (1988-1993) et archevêque de Pampelune (1993-2007).

## Biographie

### Jeunesse et formation
Il rejoint la congrégation des Fils du Cœur Immaculé de Marie ou clarétains, à Vic dès l'âge de 15 ans et y prononce ses vœux religieux le 8 septembre 1946. Il poursuit ses études de philosophie puis de théologie dans les séminaires de la congrégation, respectivement à Solsona et Valls. 

### Prêtre et théologien
Il est ordonné prêtre le 28 juin 1953 par le cardinal Benjamín de Arriba y Castro, archevêque de Tarragone. Il rejoint alors Rome pour poursuivre ses études de théologie à l'Angelicum. En 1957 il obtient un doctorat en théologie en soutenant une thèse sur la maternité divine de Marie intitulée « Maternitatis divinae diversa ratio apud Didacum Alvarez et Franciscum Suarez ». 
Il étudie également à l'université catholique de Louvain la philosophie contemporaine, la théologie fondamentale ainsi que la théologie et la pastorale sacramentaires. À partir de 1957 il se consacre à l'enseignement de la théologie, dans les séminaires clarétains de Valls, Salamanque et Rome. En 1971, il est élu recteur de l'université pontificale de Salamanque, charge qu'il conserve jusqu'en 1979.  

### Évêque
Au terme de son second mandat à la tête de l'université de Salamanque, Jean-Paul II le nomme évêque de León. Il reçoit l'ordination épiscopale le 29 septembre 1979 du cardinal Vicente Enrique y Tarancón, archevêque de Madrid.
Le 21 juin 1982, les évêques espagnols l'élisent au poste de secrétaire de leur conférence épiscopale (CEE). Cette fonction apparait rapidement incompatible avec le gouvernement du diocèse de León et Sebastián Aguilar demande au pape d'être relevé de sa charge diocésaine afin de se consacrer pleinement à son mandat à la conférence épiscopale. cette démission est acceptée le 28 juillet 1983. Il est réélu au secrétariat de la CEE en 1987 pour un nouveau quinquennat, mais il démissionne de cette charge l'année suivant lorsqu'il est nommé archevêque coadjuteur de Grenade le 8 avril 1988. 
En février 1993, il est élu vice-président de la CEE et le mois suivant, il est transféré au siège métropolitain de Pampelune et Tudela. Atteignant la limite d'âge de 75 ans, il présente sa démission au pape en 2004. Celle-ci n'est finalement acceptée par Benoît XVI que le 31 juillet 2007. 

### Cardinal
Le dimanche 12 janvier 2014, le pape François annonce au cours de l’Angélus, sa création comme cardinal qui a eu lieu le 22 février 2014 en même temps que celle de 18 autres prélats. Il a alors 84 ans et est créé cardinal-prêtre au titre de Sant'Angela Merici.
Il meurt le 24 janvier 2019 à Malaga.

## Sources
- (es) Biographie sur le site de l'archidiocèse de Pampelune
- (en) Fiche sur le site catholic-hierarchy.org